# 스키타이어
스키타이어란 기원전 8세기부터 기원전 1세기 무렵, 유라시아 스텝의 넓은 지역에 걸친 스키타이 문화에 속하는 인구와 그 후손이 사용하던 언어이다. 특히 중앙아시아와 폰토스-카스피 스텝 지역에서 주로 사용되었다.
고대 그리스 역사가인 헤로도토스가 남긴 당시의 스키타이어 어휘나 문법의 기록 등 고대 문헌과 비문 등으로 그 모습을 추정할 수 있으며, 이를 통해 계통상 인도유럽어족의 인도이란어파 이란어군에 속한다는 것을 알 수 있다. 고대 스키타이의 언어에 관해 남아있는 기록은 풍부하지 않으며, 헤로도토스가 전해 들은 스키타이족 언어는 아마 지배층 왕족의 언어로 보인다. 실제로 스키타이에는 그 밖에 전사 계층 등이 있는데 그들도 모두 똑같은 이란계 언어를 썼는지는 불분명하다.
대부분의 (이란계) 스키타이어는 소멸하고 유라시아 스텝 지역의 언어는 주로 튀르크어족 언어로 대체되었으나 여전히 그 말예에 해당하는 소수 언어들이 일부 지역에 남아있다. 그러한 언어로 알란어의 후예인 현대 오세티야어, 사카어의 후예인 와키어, 소그드어의 후예인 야그노비어가 있다.

## 같이 보기
- 게타이족
- 다키아어